# Дьяков, Александр Владимирович
Алекса́ндр Влади́мирович Дья́ков (род. 1972, Ивано-Франковск) — российский философ

, историк философии и переводчик, был заведующим кафедрой онтологии и теории познания Института философии Санкт-Петербургского государственного университета. Был профессором кафедры философии Курского государственного университета.

## Биография
В 1994 году окончил фармацевтический факультет Курского государственного медицинского университета. Служил в ВС РФ (1997—2000). В 1997—2000 обучался в аспирантуре кафедры философии Курского государственного университета.
- Тема кандидатской диссертации: «Гностические мотивы в религиозно-философской системе В. С. Соловьёва» (2000, СПбГУ).
- Тема докторской диссертации: «Проблема субъекта в философии постструктурализма. Онтологический аспект» (2006, СПбГУ). Научный консультант — доктор философских наук, профессор А. С. Колесников[3].

Являлся профессором кафедры философии Курского университета. Главный редактор журнала философской компаративистики и современной зарубежной философии «Хора».
А. В. Дьяков является автором ряда монографий, посвящённых ключевым фигурам французского постструктурализма.
В 2014 году избран по конкурсу на должность заведующего кафедрой онтологии и теории познания СПбГУ, хотя не был поддержан голосованием коллектива кафедры; за его избрание проголосовал учёный совет вуза.
Супруга — философ О. А. Власова (род. 1982).

## Избранные труды

### Монографии
- Дьяков А. В. Гностицизм и русская философия: опыт историко-филос. анализа. — М.: Союз, 2003. — 328 с. — 300 экз. — ISBN 5-7139-02-51-X.
- Дьяков А. В. Проблема сверхдетерминации индивида в философии постструктурализма. — Курск: Курс. гос. ун-т, 2005. — 131 с. — 250 экз. — ISBN ISBN 5-88313-451-3.
- Дьяков А. В. Проблема субъекта в постструктуралистской перспективе : онтологический аспект. — М.: Курский ин-т социального образования, 2005. — 600 с. — ISBN 5-7139-0342-7.
- Дьяков А. В. Феликс Гваттари : шизоанализ и производство субъективности. — Курск: Изд-во Курского гос. ун-та, 2006. — 245 с. — 600 экз. — ISBN 5-88313-501-3.
- Дьяков А. В. Жан Бодрийяр: стратегии «радикального мышления». — СПб.: Изд-во С.-Петербургского ун-та, 2008. — 354 с. — 800 экз. — ISBN 978-5-288-04514-1.
- Дьяков А. В. Жак Лакан : фигура философа. — М.: Территория будущего, 2010. — 558 с. — (Университетская библиотека Александра Погорельского. Серия Философия). — 1000 экз. — ISBN 978-5-91129-055-9.
- Дьяков А. В. Мишель Фуко и его время. — СПб.: Алетейя, 2010 [т.е. 2009]. — 668 с. — 1000 экз. — ISBN 978-5-91419-284-3.
- Дьяков А. В. Ролан Барт как он есть. — СПб.: Владимир Даль, 2010. — 317 с. — ISBN 978-5-93615-099-9.
- Дьяков А. В. Феликс Гваттари, философ трансверсальности. — СПб.: Владимир Даль,, 2012. — 592 с. — ISBN 978-5-93615-120-0.
- Дьяков А. В. Жиль Делёз. Философия различия. — СПб.: Алетейя, 2013. — 504 с. — ISBN 978-5-91419-749-7.

### Статьи
- Дьяков А. В. В поисках «последнего органона»: спасёт ли психологизм теорию познания? // Россия: Духовная ситуация времени. — М.: Изд-во РГСУ «Союз», 2003. — № 3–4. — С. 64–82.
- Дьяков А. В. Жиль Делёз: территория смысла // Азбука Жиля Делёза. — М.: Изд-во РГСУ «Союз», 2004. — С. 5–24. — ISBN 5-7139-0332-X.
- Дьяков А. В. Экономика и технология власти: властный дискурс в учении М. Фуко // Материалы Межрегиональной научно-практической конференции «Актуальные проблемы теории, методологии и практики управления в российских условиях». — Курск: Изд-во РГТУ, 2005. — С. 64—77.
- Дьяков А. В. Стратегия непонимания: перевод и интерпретация в постструктурализме // Под ред. А.В. Ачкасова Культура и перевод. — Курск, 2005. — С. 25—36.
- Дьяков А. В. Постструктуралистский проект децентрированной субъективности // Вестник СПбГУ. Сер. 6. Философия. — 2006. — Вып. 1. — С. 49—55.
- Дьяков А. В. Науки о человеке в эпоху постмодерна // Личность. Культура. Общество. — 2006. — Т. VIII, № 2 (30). — С. 267—273.
- Дьяков А. В. Деконструкция как этическая позиция // Компаративистский анализ общечеловеческого и национального в философии / Под ред. А. С. Колесникова. — СПб.: Роза мира, 2006. — С. 137–146.
- Дьяков А. В. Децентрация субъекта и скольжение смысла: О возможности нецентрированной модели субъективности // Sоцио/Логос. Альманах российско-французского центра социологии и философии Института социологии Российской Академии наук. — 15.12.05.
- Дьяков А. В. Язык, общение, коммуникация // Философия. Наука. Культура: (Сб. статей). — М.: Изд-во МГУ, 2006. — Вып. 1. — С. 126—139.
- Дьяков А. В. Децентрация субъекта и скольжение смысла: о возможности нецентрированной модели субъективности // Философия образования. — 2006. — № 2 (16). — С. 265—269.
- Дьяков А. В. Производство субъективности в шизоаналитической концепции Ф. Гваттари // Философско-антропологические исследования. — 2007. — № 1. — С. 5—25.
- Дьяков А. В. Пароксизм. Памяти Жана Бодрийяр // Вестник СПбГУ. Сер. 6. Философия. — 2007. — Вып. 2. Ч. 1. — С. 298—312.
- Дьяков А. В. Прагматика и критика: Фуко и Кант // Хора. — 2007. — № 1—2. — С. 92—97.
- Дьяков А. В. Бодрийяр и Россия: несвоевременные мысли // Homo Esperans. — 2007. — № 3. — С. 99—106.
- Дьяков А. В., Власова О. А. Мишель Фуко в пространстве клиники // Хора. — 2008. — № 1. — С. 50—62.
- Дьяков А. В. Хорология Деррида. Заметки на полях // Хора. — 2008. — № 4. — С. 81—90.
- Dyakov A. V. Baudrillard, Gnosticism and Simulation // International Journal of Baudrillard Studies. — 2009. — Вып. 6, № 1. Архивировано 21 марта 2015 года.
- Дьяков А. В. Язык философии и философия языка // Языки философии. Под ред. У. Я. Режабека, Б. В. Маркова, Ю. М. Шилкова.. — СПб.: Изд-во СПбГУ, 2009. — С. 157—169.
- Дьяков А. В. Жан Бодрийяр собственной персоной // Хора. — 2009. — № 2. — С. 5—28.
- Дьяков А. В. Буддизм и постструктурализм: видение нон-модерного мира // Философия в диалоге культур. Всероссийская научно-практическая конференция с элементами научной школы для молодёжи. — Элиста, 2009. — С. 24—28.
- Дьяков А. В. Жак Лакан: философия-синтом // Вестник ВГУ. Серия "Философия". — 2009. — № 1. — С. 34—48.
- Дьяков А. В. Политика и практика лакановского психоанализа // Mixtura verborum. — Самара, 2009. — С. 96—114.
- Дьяков А. В. Состояние нон-модерна: в поисках трансверсальной философии // Вестник ЛГУ им. А.С. Пушкина. — 2010. — Т. 2, № 1. — С. 51—56.
- Дьяков А. В. Маятник хаосмоса: на пути к трансверсальности // Диалог философских культур и становление трансверсальной философии: Матер. межвузовской конф. — СПб.: Санкт-Петербургское философское о-во, 2010. — С. 47–52.
- Дьяков А. В. История философии и современность: о трансформации статуса философии // Философские науки. — 2014. — № 2. — С. 122—131.